# Tournoi de tennis Stuttgart Indoors
Ne pas confondre avec le Tournoi de Stuttgart.
Le tournoi de Stuttgart Indoors est un ancien tournoi de tennis professionnel ayant appartenu au circuit Grand Prix (de 1979 à 1981) puis au circuit ATP (de 1990 à 2001).

## Historique
- Les 3 premières éditions du tournoi appartiennent au circuit Grand Prix (1979-1981).
- Le tournoi réapparaît en 1990 catégorisé ATP Championship Series et se joue au mois de février.
- 6 saisons plus tard, en 1996, le tournoi est promu en Super 9 en remplacement d'Essen et se joue en octobre.
- Le tournoi conserve sa place jusqu'à sa dernière édition en 2001. Il est remplacé la saison suivante par le Masters de Madrid.

## Palmarès

### Simple
| No | Date        | Nom et lieu du tournoi                     | Catégorie           | Dotation       | Surface         | Vainqueur        | Finaliste           | Score                      |                |
| -- | ----------- | ------------------------------------------ | ------------------- | -------------- | --------------- | ---------------- | ------------------- | -------------------------- | -------------- |
| 1  | 26-03-1979  | Stuttgart Indoor, Stuttgart                | GP World Series     | 75 000 $       | Dur (int.)      | Wojtek Fibak     | Guillermo Vilas     | 6-2, 6-2, 3-6, 6-2         |                |
| 2  | 10-03-1980  | Stuttgart Indoor, Stuttgart                | GP World Series     | 75 000 $       | Dur (int.)      | Tomáš Šmíd       | Mark Cox            | 6-1, 6-3, 5-7, 1-6, 6-4    |                |
| 3  | 23-03-1981  | Stuttgart Indoor, Stuttgart                | GP World Series     | 75 000 $       | Dur (int.)      | Ivan Lendl       | Chris Lewis         | 6-3, 6-0, 6-7, 6-3         |                |
|    | 1982 - 1989 | Pas de tournoi                             | Pas de tournoi      | Pas de tournoi | Pas de tournoi  | Pas de tournoi   | Pas de tournoi      | Pas de tournoi             | Pas de tournoi |
| 4  | 19-02-1990  | Stuttgart Indoor, Stuttgart                | Championship Series | 825 000 $      | Moquette (int.) | Boris Becker     | Ivan Lendl          | 6-2, 6-2                   |                |
| 5  | 18-02-1991  | Stuttgart Indoor, Stuttgart                | Championship Series | 825 000 $      | Moquette (int.) | Stefan Edberg    | Jonas Svensson      | 6-2, 3-6, 7-5, 6-2         |                |
| 6  | 17-02-1992  | Stuttgart Indoor, Stuttgart                | Championship Series | 865 000 $      | Moquette (int.) | Goran Ivanišević | Stefan Edberg       | 6-7, 6-3, 6-4, 6-4         |                |
| 7  | 15-02-1993  | Stuttgart Indoor, Stuttgart                | Championship Series | 2 125 000 $    | Moquette (int.) | Michael Stich    | Richard Krajicek    | 4-6, 7-5, 7-6, 3-6, 7-5    |                |
| 8  | 14-02-1994  | Stuttgart Indoor, Stuttgart                | Championship Series | 2 125 000 $    | Moquette (int.) | Stefan Edberg    | Goran Ivanišević    | 4-6, 6-4, 6-2, 6-2         |                |
| 9  | 20-02-1995  | Stuttgart Indoor, Stuttgart                | Championship Series | 2 125 000 $    | Moquette (int.) | Richard Krajicek | Michael Stich       | 7-6, 6-3, 6-7, 1-6, 6-3    |                |
| 10 | 21-10-1996  | Eurocard Open, Stuttgart                   | Super 9             | 1 950 000 $    | Moquette (int.) | Boris Becker     | Pete Sampras        | 3-6, 6-3, 3-6, 6-3, 6-4    | Tableau        |
| 11 | 20-10-1997  | Eurocard Open, Stuttgart                   | Super 9             | 2 050 000 $    | Moquette (int.) | Petr Korda       | Richard Krajicek    | 7-6, 6-2, 6-4              |                |
| 12 | 26-10-1998  | Eurocard Open, Stuttgart                   | Super 9             | 2 200 000 $    | Dur (int.)      | Richard Krajicek | Ievgueni Kafelnikov | 6-4, 6-3, 6-3              | Tableau        |
| 13 | 25-10-1999  | Eurocard Open, Stuttgart                   | Super 9             | 2 200 000 $    | Dur (int.)      | Thomas Enqvist   | Richard Krajicek    | 6-1, 6-4, 5-7, 7-5         | Tableau        |
| 14 | 30-10-2000  | Tennis Masters Series Stuttgart, Stuttgart | Masters Series      | 2 450 000 $    | Dur (int.)      | Wayne Ferreira   | Lleyton Hewitt      | 7-66, 3-6, 65-7, 7-62, 6-2 | Tableau        |
| 15 | 15-10-2001  | Tennis Masters Series Stuttgart, Stuttgart | Masters Series      | 2 450 000 $    | Dur (int.)      | Tommy Haas       | Max Mirnyi          | 6-2, 6-2, 6-2              | Tableau        |

### Double
| No | Date        | Nom et lieu du tournoi                     | Catégorie           | Dotation       | Surface         | Vainqueurs                      | Finalistes                        | Score          |                |
| -- | ----------- | ------------------------------------------ | ------------------- | -------------- | --------------- | ------------------------------- | --------------------------------- | -------------- | -------------- |
| 1  | 26-03-1979  | Stuttgart Indoor, Stuttgart                | GP World Series     | 75 000 $       | Dur (int.)      | Wojtek Fibak Tom Okker          | Robert Carmichael Brian Teacher   | 6-3, 5-7, 7-6  |                |
| 2  | 10-03-1980  | Stuttgart Indoor, Stuttgart                | GP World Series     | 75 000 $       | Dur (int.)      | Wojtek Fibak Tomáš Šmíd         | Tim Mayotte Larry Stefanki        | 6-4, 7-6       |                |
| 3  | 23-03-1981  | Stuttgart Indoor, Stuttgart                | GP World Series     | 75 000 $       | Dur (int.)      | Buster Mottram Nick Saviano     | Craig Edwards Eddie Edwards       | 3-6, 6-1, 6-2  |                |
|    | 1982 - 1989 | Pas de tournoi                             | Pas de tournoi      | Pas de tournoi | Pas de tournoi  | Pas de tournoi                  | Pas de tournoi                    | Pas de tournoi | Pas de tournoi |
| 4  | 19-02-1990  | Stuttgart Indoor, Stuttgart                | Championship Series | 825 000 $      | Moquette (int.) | Guy Forget Jakob Hlasek         | Michael Mortensen Tom Nijssen     | 6-3, 6-2       |                |
| 5  | 18-02-1991  | Stuttgart Indoor, Stuttgart                | Championship Series | 825 000 $      | Moquette (int.) | Sergio Casal Emilio Sánchez     | Jeremy Bates Nick Brown           | 6-3, 7-5       |                |
| 6  | 17-02-1992  | Stuttgart Indoor, Stuttgart                | Championship Series | 865 000 $      | Moquette (int.) | Tom Nijssen Cyril Suk           | John Fitzgerald Anders Järryd     | 6-3, 6-7, 6-3  |                |
| 7  | 15-02-1993  | Stuttgart Indoor, Stuttgart                | Championship Series | 2 125 000 $    | Moquette (int.) | Mark Kratzmann Wally Masur      | Steve DeVries David Macpherson    | 6-3, 7-6       |                |
| 8  | 14-02-1994  | Stuttgart Indoor, Stuttgart                | Championship Series | 2 125 000 $    | Moquette (int.) | David Adams Andreï Olhovskiy    | Grant Connell Patrick Galbraith   | 6-7, 6-4, 7-6  |                |
| 9  | 20-02-1995  | Stuttgart Indoor, Stuttgart                | Championship Series | 2 125 000 $    | Moquette (int.) | Grant Connell Patrick Galbraith | Cyril Suk Daniel Vacek            | 6-2, 6-2       |                |
| 10 | 21-10-1996  | Eurocard Open, Stuttgart                   | Super 9             | 1 950 000 $    | Moquette (int.) | Sébastien Lareau Alex O'Brien   | Jacco Eltingh Paul Haarhuis       | 3-6, 6-4, 6-3  | Tableau        |
| 11 | 20-10-1997  | Eurocard Open, Stuttgart                   | Super 9             | 2 050 000 $    | Moquette (int.) | Mark Woodforde Todd Woodbridge  | Rick Leach Jonathan Stark         | 6-3, 6-3       |                |
| 12 | 26-10-1998  | Eurocard Open, Stuttgart                   | Super 9             | 2 200 000 $    | Dur (int.)      | Sébastien Lareau Alex O'Brien   | Mahesh Bhupathi Leander Paes      | 6-3, 3-6, 7-5  | Tableau        |
| 13 | 25-10-1999  | Eurocard Open, Stuttgart                   | Super 9             | 2 200 000 $    | Dur (int.)      | Byron Black Jonas Björkman      | David Adams John-Laffnie de Jager | 6-7, 7-62, 6-0 | Tableau        |
| 14 | 30-10-2000  | Tennis Masters Series Stuttgart, Stuttgart | Masters Series      | 2 450 000 $    | Dur (int.)      | Jiří Novák David Rikl           | Donald Johnson Piet Norval        | 3-6, 6-3, 6-4  | Tableau        |
| 15 | 15-10-2001  | Tennis Masters Series Stuttgart, Stuttgart | Masters Series      | 2 450 000 $    | Dur (int.)      | Max Mirnyi Sandon Stolle        | Ellis Ferreira Jeff Tarango       | 7-60, 7-64     | Tableau        |